# Az arany jegyzetfüzet
Az arany jegyzetfüzet (angolul: The Golden Notebook) Doris Lessing 1962-ben megjelent regénye. Magyarul Tábori Zoltán fordításában jelent meg 2008-ban. A Time magazin 2005-ben a regényt beválogatta a legjobb száz angol nyelvű regény közé. A válogatást a Time kritikusai, Lev Grossman és Richard Lacayo végezték, akik az 1923 és 2005 között megjelent regényeket vették figyelembe a lista elkészítésekor.

## Történet
A regénynek van egy váza, illetve kerete, a Férjetlen nők (angolul: Free Women), amely egy hagyományos - körülbelül 60000 szóból álló - kisregény. Ez a rész önmagában is olvasható, azonban öt részre van felosztva a könyvben, és ezeket a részeket a négy jegyzetfüzet - a fekete, a piros, a sárga és a kék jegyzetfüzet - egyes részei választják el egymástól. A jegyzetfüzetek Anna Wulf naplói, aki a Férjetlen nők kisregény főhőse. Ezeknek a jegyzetfüzeteknek a töredékeiből azonban valami egészen új jön életre: Az arany jegyzetfüzet.

## Megjelenések

### angol nyelven
1. The Golden Notebook, Michael Joseph, London, 1962,

### német nyelven
1. Das goldene Notizbuch, Fischer Taschenbuch Verlag GmbH, Frankfurt, 1982, ford.: Iris Wagner[3]

### magyarul
1. Az arany jegyzetfüzet; ford. Tábori Zoltán; Ulpius-ház, Bp., 2008

## Külső hivatkozások
- "Az arany jegyzetfüzet teljes szövege angolul, jegyzetekkel" - online együttműködésben készült weboldal
- Guarded welcome - Doris Lessing cikk
- Fragmentation and Integration. A Critical Study of Doris Lessing, The Golden Notebook by Nan Bentzen Skille, Universitetet i Bergen 1977 Archiválva 2012. február 17-i dátummal a Wayback Machine-ben
- "But it is the same book": Ways of Reading Doris Lessing's The Golden Notebook. A Podcast by Sabanci University.
- http://www.konyvtaros.net/az-arany-jegyzetfuzet.html%5B%5D